# Anwar, Raichur
Anwar là một làng thuộc tehsil Raichur, huyện Raichur, bang Karnataka, Ấn Độ.